# Есяново (Усолинське сільське поселення)
Еся́ново (рос. Эсяново, марій. Эсансола) — присілок у складі Гірськомарійського району Марій Ел, Росія. Входить до складу Усолинського сільського поселення.

## Населення
Населення — 191 особа (2010; 209 у 2002).
Національний склад (станом на 2002 рік):
- марі — 98 %